# With the Marines at Tarawa
With the Marines at Tarawa ist ein US-amerikanischer Dokumentarfilm aus dem Jahr 1944.

## Handlung
Der Film zeigt in Originalaufnahmen, teilweise farbig, teilweise schwarzweiß, den Kampf um das Pazifikatoll Tarawa. Dieser war Teil der Schlacht um die Gilbertinseln. Die US-Marines werden zuerst eingewiesen, die Ausrüstung wird kontrolliert und gewartet. Dann folgt nach dem Einschiffen der Landungstruppen in die Boote der eigentliche Angriff, zuerst mit der Schiffsartillerie, dann durch Angriffe der Navypiloten. Nachdem die Bodentruppen an Land gegangen sind, entbrennt ein heftiger Kampf. Es werden die verschiedenen Waffen gezeigt, mit denen die Marines kämpfen (Gewehr, MG, Handgranaten, Flammenwerfer). Auch die Gefahren durch in Bunker verschanzte Feinde und Scharfschützen werden angesprochen. Zum Schluss haben die US-Truppen das Atoll unter Kontrolle, nur wenige Japaner sind in die Gefangenschaft gegangen. Pioniere bauen innerhalb eines Tages eine Landebahn. Die US-Flagge wird gehisst, die erschöpften und teilweise verletzten Soldaten marschieren in ihr Lager.

## Auszeichnungen
1945 wurde der Film in der Kategorie Bester Dokumentar-Kurzfilm mit dem Oscar ausgezeichnet.

## Hintergrund
Uraufgeführt wurde der Film am 2. März 1944.
Produziert wurde der Film von der United States Marine Corps Photographic Unit, die Nachbearbeitung (Post Production) übernahm Warner Bros.
Der Film ist public domain und kann im Internet Archive angesehen werden.